# Sciaphilini

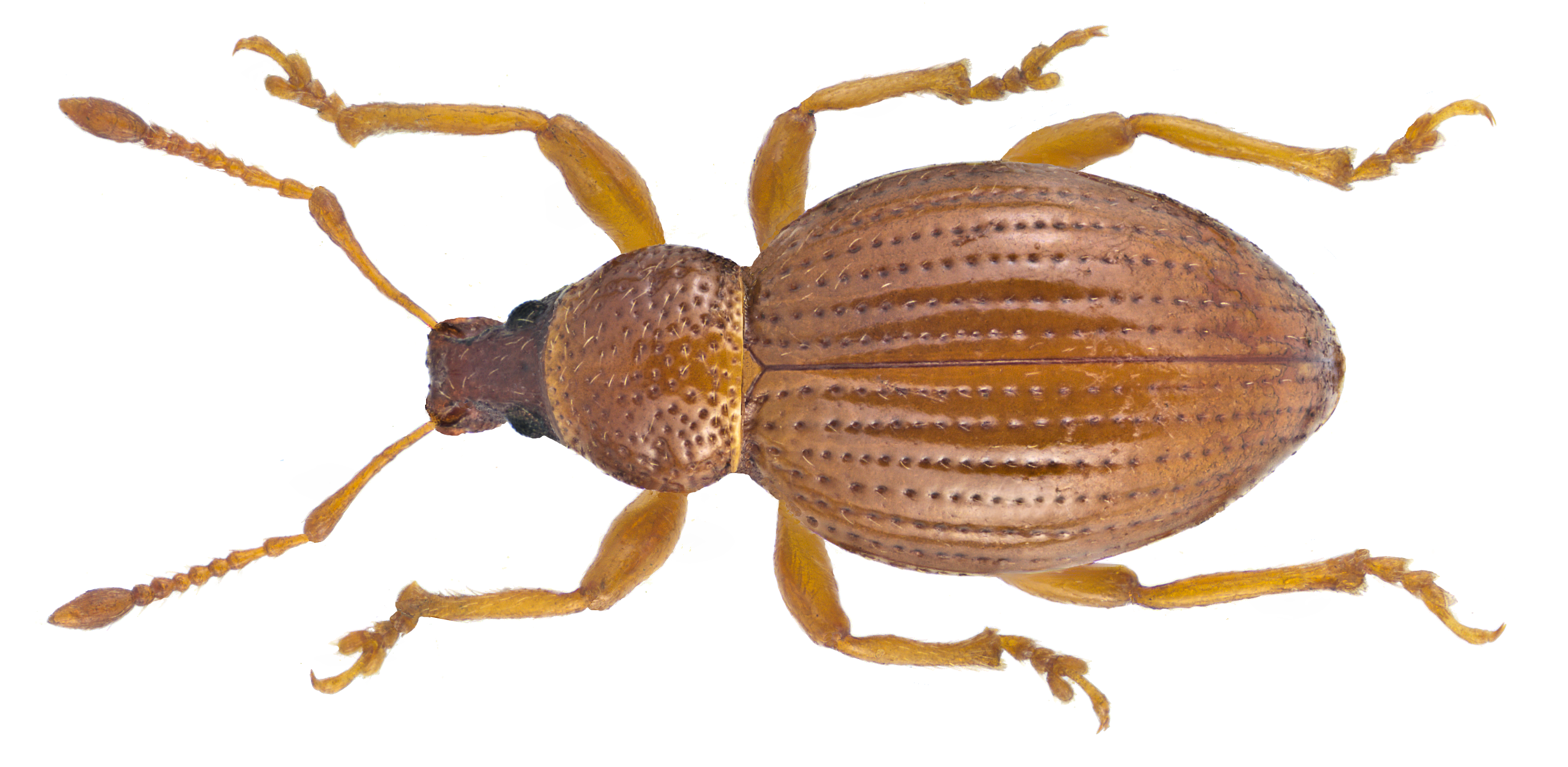
Barypeithes araneiformis

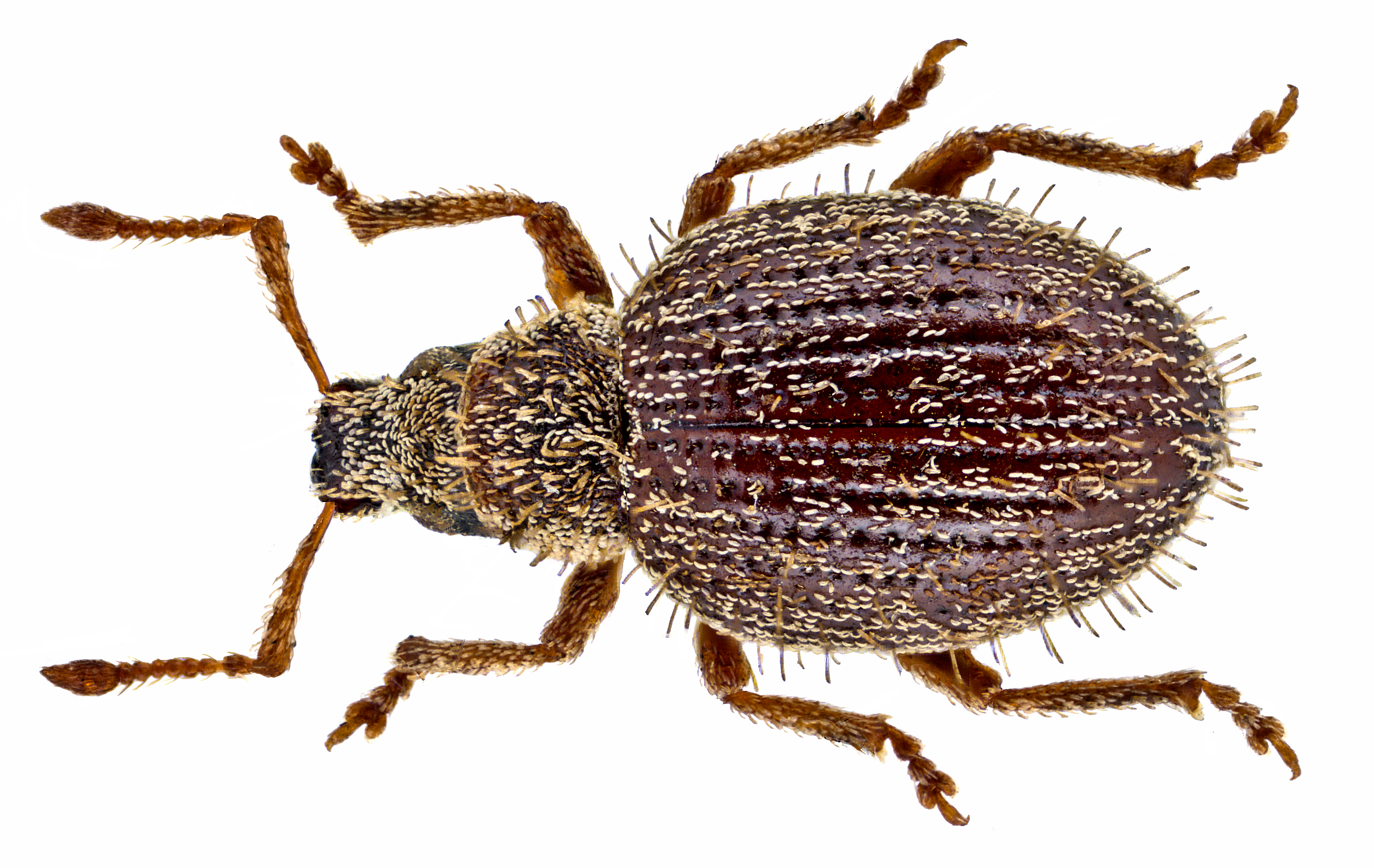
Brachysomus echinatus

Sciaphilini (лат.) — триба жуков-долгоносиков из подсемейства Entiminae.

## Описание
Среднего размера жуки-долгоносики, продолговатые, обычно тусклые серо-коричневые долгоносики с коротким широким рылом. Виды этой группы в основном связаны с растениями семейства бобовых. Некоторые из них могут нанести большой ущерб сельскому хозяйству. Группа изначально голарктическая, но затем некоторые виды распространились по всей планете как вредители сельского хозяйства. Около 400 видов. 

## Классификация
Таксон был впервые выделен в 1891 году английским энтомологом Дэвидом Шарпом (1840—1922).
- Abarypeithes Hustache, 1939
- Alocyrtus Hustache, 1933
- Ameladus Sharp, 1911
- Amicromias Reitter, 1913
- Aomus Schönherr, 1834
- Araxia Iablokov-Khnzorian, 1957
- †Archaeosciaphilus Legalov, 2012
- Archeophloeus Iablokov-Khnzorian, 1959
- Balcanomias Bialooki, 2015
- Balchaschia Bajtenov, 1974
- Barypeithes Jacquelin du Val, 1854
- Brachysomus Schönherr, 1826
- Chaetopantus Sharp, 1911
- Chilodrosus
- Chiloneus Schönherr, 1842
- Chilonorrhinus Reitter, 1915
- Chionostagon Alonso-Zarazagan, 1988
- Cyclomias
- Cyrtops Schönherr, 1840
- Dinas Wollaston, 1867
- Dinosius Fairmaire, 1904
- Edmundia Faust, 1891
- Euidosomus
- Eusomatus Krynicki, 1834
- Eusomomorphus K. Daniel, 1905
- Eusomostrophus Tournier, 1878
- Eusomus Germar, 1824
- Exomias Bedel, 1883
- Foucartia Jacquelin du Val, 1854
- Holcolydoprus Yunakov & Korotyaev, 2008
- Hypsomias Aurivillius, 1910
- Kuglerius Borovec & Friedman, 2009
- Mitostylus Horn, 1876
- Mylacomorphus F.Solari 1948
- Myochlamys Fairmaire, 1876
- Ochnodes Marshall, 1955
- Omiocratus Nasreddinov, 1978
- Paophilus Aust, 1890
- Pareusomus Arnoldi, 1964
- Platycopes Schönherr, 1823
- Pleurodirus D’Amore-Fracassi, 1907
- Pseudoptochus Formánek, 1905
- Ptochomorphus F. Solari, 1948
- Sauromates Korotyaev, 1992
- Sciaphilomorphus Alonso-Zarazaga & Lyal, 1999
- Sciaphilus Schönherr, 1823
- Sciaphobus K.Daniel, 1904
- Sciomias Sharp, 1911
- Sericopholus Desbrochers des Loges, 1893
- Stasiodis Gozis, 1886
- Svnaptorhinus Faust, 1889
- Synechops Marshall, 1919
- Tapinomorphus Hartmann, 1904
- Tylauchen Marshall, 1955
- Wittmerella Pesarini, 1973